# Guy Formici
Guy Formici est un footballeur français, né le 25 mars 1947 à Troyes (Aube). Il évoluait au poste de gardien de but.

## Biographie
Formé au FC Metz, il est le gardien emblématique du Troyes AF dans les années 1970. Il finit sa carrière à Montpellier.
Après sa carrière de footballeur, il devient restaurateur à La Grande-Motte.

## Palmarès
- Vice-champion de France de D2 1973 (Troyes)
- Vice-champion de France de D2 1980 (Montpellier HSC)